# Expansão do fundo oceânico

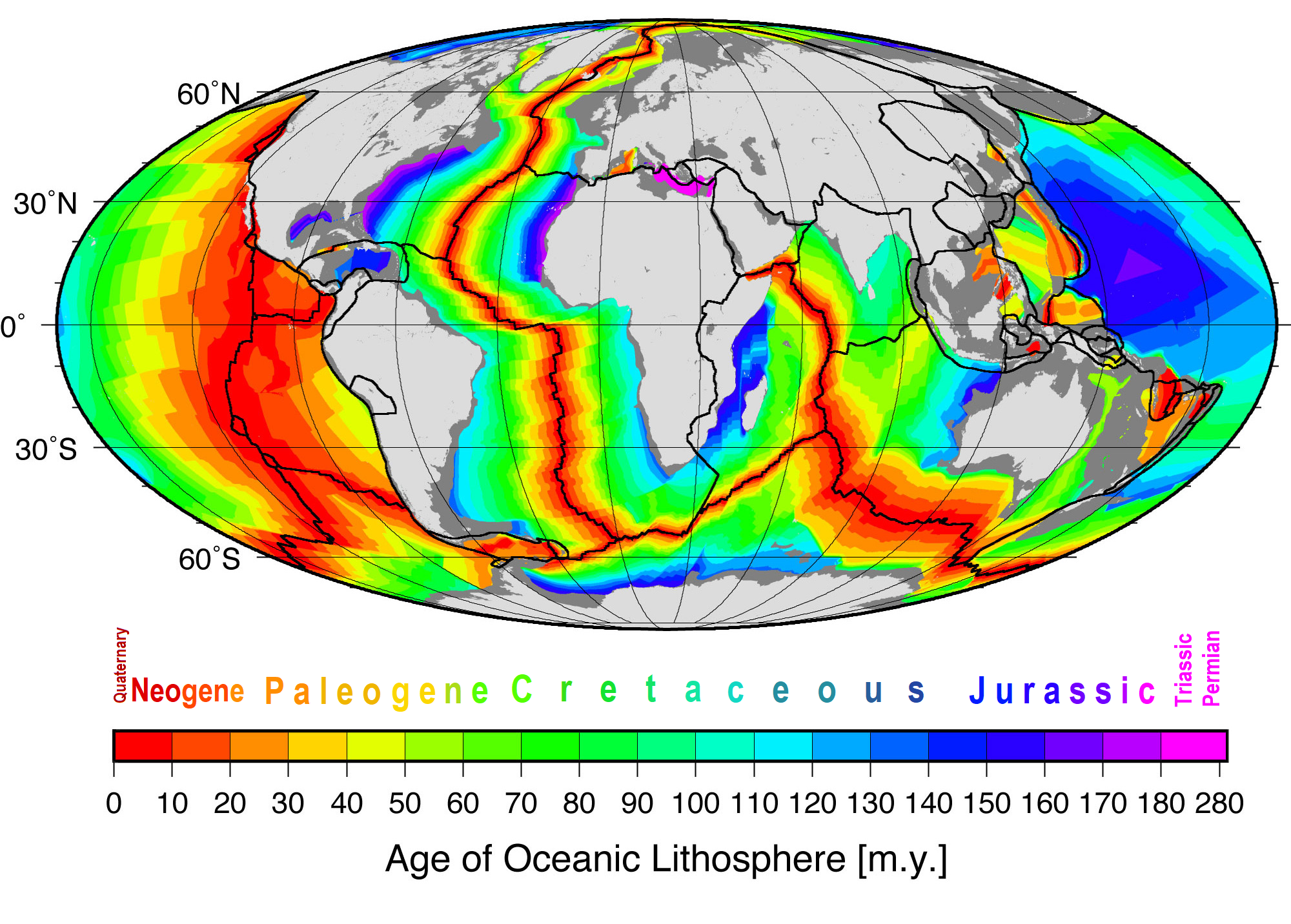
Distribuição geográfica da idade da crosta oceânica (a mais recente a vermelho, ao longo dos eixos de expansão crustal, a mais antiga, a azul, ao longo das margens continentais).

Animação mostrando os traços gerais do processo de expansão dos fundos oceânicos.

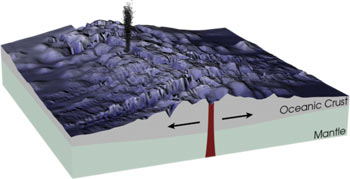
Seção transversal simplificada através de uma dorsal oceânica, onde as setas mostram a direção do movimento das placas.

A expansão dos fundos oceânicos (ou alastramento dos fundos marinhos) é um processo tectónico que ocorre ao longo das dorsais oceânicas, onde nova crosta oceânica é formada através de vulcanismo submarino, afastando-se depois gradualmente da região de origem, produzindo as bandas grosseiramente paralelas de nova litosfera que constituem a crosta oceânica dos fundos dos oceanos e mares em expansão.

## Descrição
A expansão dos fundos oceânicos é um processo geológico que conduz a que as estruturas dos fundos oceânicos sejam formadas por materiais provenientes do manto, que emergem devido à ação das correntes de convecção mantélicas. Ao emergir, o magma força a expansão da dorsal, abrindo uma espécie de fenda ao longo da sua crista onde ocorre intenso vulcanismo submarino. Todavia, essa fenda criada na crista da dorsal pelo afastamento do material anterior é preenchida pelo magma, que, ao se solidificar, leva a novo afastamento das estruturas laterais da dorsal e, assim sucessivamente, à expansão da crosta oceânica.
Para explicar a deriva continental, Alfred Wegener e Alexander du Toit postularam que os continentes em movimento se arrastavam através do fundo do mar fixo e imóvel. A ideia de que o próprio fundo do mar se move e também carrega os continentes com ele à medida que se expande a partir de um eixo dorsal central foi proposta na década de 1960 por Harold Hammond Hess, da Princeton University, e Robert Dietz, do U.S. Naval Electronics Laboratory em San Diego. O fenómeno é hoje o conceito nuclear da moderna tectónica de placas. Em locais onde duas placas se afastam, nas dorsais meso-oceânicas, um novo segmento de crosta oceânica é continuamente formado durante a expansão do fundo do mar.

## Descobrimento e procura de mecanismo explicativo
Na dorsal Mesoatlântica (e em outras dorsais meso-oceânicas), o material do manto superior sobe através das fissuras entre as placas oceânicas para formar nova crosta à medida que as placas se afastam umas das outras, um fenómeno observado pela primeira vez com a comprovação de que a deriva continental explicava a morfologia dos continentes. Quando Alfred Wegener apresentou pela primeira vez uma hipótese de deriva continental em 1912, sugeriu que os continentes abriam caminho através da crosta oceânica, rompendo-a e afastando os materiais resultantes como se fossem gigantescos arados. Tal era claramente impossível: a crosta oceânica é mais densa e mais rígida que a crosta continental. Em consequência, a teoria de Wegener não foi levada muito a sério, especialmente nos Estados Unidos.
A princípio, argumentou-se que a força motriz para a expansão eram as correntes de convecção no manto. Desde então, foi demonstrado que o movimento dos continentes está ligado à expansão do fundo do mar pela teoria da tectónica de placas, que é impulsionada pela convecção que inclui também a própria crosta.
O fator determinante para a expansão do fundo do mar em placas com margem ativa é o peso das lajes litosféricas frias, densas e subductoras que as puxam, ou seja a tração das lajes. O magmatismo na dorsal é considerado uma ressurgência passiva (upwelling), causado pelo afastamento das placas sob o peso da própria crosta criada, e não a força motriz do processo. O mecanismo pode ser considerado análogo a uma toalha a deslizar sobre uma mesa com pouco atrito: quando parte da toalha está fora da mesa, o seu peso arrasta o resto da toalha para baixo. No entanto, a dorsal Mesoatlântica em si não é delimitada por placas que estejam a ser  arrastadas para zonas de subducção, exceto a subducção menor que ocorre sob as Pequenas Antilhas e arco de Scotia (nas proximidades da ilha dos Estados). Neste caso, as placas estão deslizando sobre a ressurgência do manto no processo de expansão da crista.

### Forças motrizes do movimento das placas
A expansão do fundo do mar é um conceito central para explicar a deriva continental na teoria da placas tectónicas. Quando as placas oceânicas divergem, a perda tensional causa fraturas na litosfera. A força motora para o afastamento da nova placa em relação à cordilheira é o efeito sobre a placa tectónica do arrastamento da laje (o slab pull) que é induzido pelo funcionamento das zonas de subducção. O outro efeito, bem mais intuitivo, é o da pressão exercida pelo magma, mas, embora normalmente haja atividade magmática significativa nas dorsais em expansão, esse efeito é muito menos significativo.
Em resumo, para explicar o mecanismo físico que causa o movimento de placas tectónicas existem duas forças importantes: a tração por peso da placa em subducção, que se encontra na fossa oceânica (efeito conhecido por slab-pull) e empurrão por expansão de cadeia meso-oceânica (conhecido por ridge-push). Cálculos quantitativas demonstraram que a slab-pull é a força principal e a ridge-push é a força secundária. A força slab-pull é originada da litosfera oceânica fria e densa em comparação com a astenosfera mais quente e menos densa. No Oceano Pacífico, o processo de slab-pull é predominante. Esta força é causada pela inversão densimétrica da litosfera oceânica, que é fria e densa, em comparação com a astenosfera oceânica, mais quente e menos densa. No Oceano Atlântico, a importância do processo de ridge-push é relativamente grande. O Oceano Índico apresenta características intermédias. O ridge push é particularmente significativo nas placas que não estão em subducção ativa.
A esses efeitos, junta-se o efeito da gravidade, que induz o deslizamento das dorsais elevadas para as zonas mais profundas do oceano, um processo designado por deslizamento gravítico (ou ridge push). Num centro de expansão típico, magma basáltico sobe pelas fraturas e esfria no fundo do oceano para formar novo fundo do mar. Fontes hidrotermais são também comuns nos centros de expansão oceânica. Em consequência da conjugação destes efeitos, as rochas mais antigas são encontradas mais longe da zona de expansão, enquanto as rochas mais jovens são encontradas mais próxima, formando bandas de idade grosseiramente paralelas ao longo de uma estrutura longitudinal que acompanha a dorsal em toda a sua extensão.

Mecanismos motrizes da expansão da crosta oceânica
O fenómeno do arrastamento da placa pela zona de subducção (slab pull).
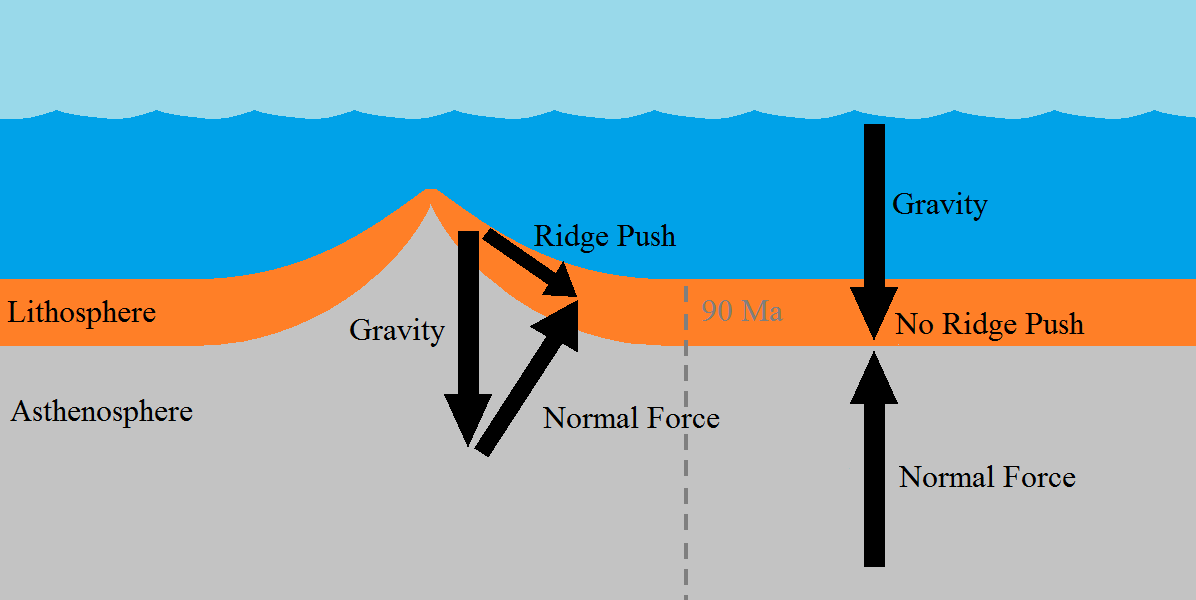
Mecanismo estrutural do deslizamento gravítico (ridge push). Note-se que quando a placa litosférica atinge as planícies abissais (depois de c. de 90 milhões de anos de deslizamento), o efeito cessa.
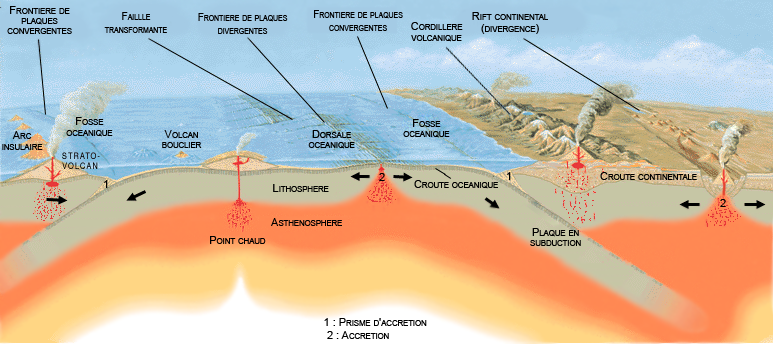
Esquema global dos mecanismos de expansão crustal.

### Taxa de expansão e marcas paleomagnéticas

Formação de bandas paleomagnéticas paralelas ao longo das dorsais.

A taxa de expansão mede a velocidade com que a bacia oceânica se expande devido à expansão do fundo do mar e corresponde à taxa a que a nova litosfera oceânica é adicionada a cada placa tectónica em ambos os lados de uma dorsal meso-oceânica. Quando apenas um dos lados é considerado, o valor é referido por meia taxa de expansão (spreading half-rate) e é igual a metade da taxa de expansão. As taxas de expansão determinam se a crista é rápida, intermédia ou lenta. Como regra geral, as cristas rápidas têm taxas de expansão (abertura) de mais de 90 mm/ano. As cristas intermédias têm uma taxa de expansão de 40–90 mm/ano. As cristas de expansão lenta têm uma taxa inferior a 40 mm/ano.:2  A taxa de expansão mais rápida que se conhece, com mais de 200 mm/ano, ocorreu durante o Mioceno ao longo da Dorsal do Pacífico Leste (a East Pacific Rise).
Na década de 1960, foi detetado o registo de períodos de reversão geomagnética do campo magnético da Terra foi notado pela observação de "anomalias" em faixas magnéticas no fundo do oceano. Isso resulta em "listras" amplamente evidentes a partir das quais a polaridade do campo magnético passado pode ser inferida a partir de dados coletados com um magnetómetro rebocado na superfície do mar ou de uma aeronave. As listras de um lado da cordilheira meso-oceânica eram a imagem espelhada das do outro lado. Ao identificar uma reversão com uma idade conhecida e medir a distância dessa reversão em relação ao centro de expansão, a meia taxa de expansão pode ser calculada.
A hipótese de Vine-Matthews-Morley, também conhecida como hipótese de Morley-Vine-Matthews, foi a primeiro teoria científica que introduziu um conjunto de postulados chave para a interpretação da expansão dos fundos oceânicos à luz da teoria de deriva continental e da moderna tectónica de placas. O principal impacte desta proposta explicativa foi permitir que as taxas de movimentos das placas nas dorsais meso-oceânicas fossem calculadas, aos postular que a crosta oceânica da Terra atua como um registrador das reversões na direção do campo magnético da Terra à medida que ocorre a expansão do fundo do mar.
Em alguns locais, as taxas de propagação são assimétricas; as meias taxas diferem em cada lado da crista da dorsal em cerca de cinco por cento. Acredita-se que isso se deva aos gradientes de temperatura na astenosfera de plumas mantélicas perto do centro da expansão.

## Centros de expansão crustal

Diagrama esquemático de centros de expansão crustal sobrepostos (overlapping spreading centers). As placas litosféricas A e B estão em afastamento por expansão; as zonas escuras denotam os centros de expansão.

A expansão do fundo do mar ocorre em centros de expansão, distribuídos ao longo das cristas das dorsais meso-oceânicas. Estes centros de expansão terminam numa falha transformante ou numa região onde ocorrem dois centros de expansão crustal sobrepostos com as respetivas estruturas associadas.
Os centros de expansão crustal incluem sempre uma zona limítrofe onde a placa é sismicamente ativa, com de alguns quilómetros a algumas dezenas de quilómetros de largura, e uma zona de acreção crustal dentro da zona limite onde a crosta oceânica é mais jovem e onde está presente o limite local de placa, marcado por um alinhamento dentro da zona de acreção crustal demarcando a região onde as duas placas em separação se estão a formar, sendo por isso a zona de litosfera mais recente. Dentro da zona de acreção crustal existe uma zona neovulcânica de 1-2 km de largura onde ocorre a maioria do vulcanismo submarino associado às dorsais.

### Expansão incipiente
Em geral, a expansão da litosfera marinha inicia-se com a formação de um rift numa massa litosférica continental, semelhante atual sistema do Mar Vermelho-Rifte da África Oriental. O processo começa por um aquecimento na base da crosta continental, que a torna mais plástica e menos densa. Como as estruturas litosféricas menos densos se elevam em relação às mais densas, a área aquecida forma um amplo domo que evolui isostaticamente em relação à litosfera vizinha. À medida que a crosta se curva para cima, ocorrem fraturas que gradualmente se transformam em sistemas fissurais. Um sistema fissural típico destas zonas de fratura incipiente consiste em três ramos com fissuração disposta em ângulos de aproximadamente 120 graus. Essas áreas dão origem à junção tripla que definirá as margens das novas placas, como as que posteriormente são encontradas nos limites entre placas. As margens separadas dos continentes evoluem para formar margens passivas.
Se a expansão litosférica continuar para além do estágio incipiente acima descrito, dois dos braços do sistema fissural continuaram a expandir-se lateralmente, abrindo-se progressivamente, enquanto o terceiro braço cessa a evolução e se torna numa fissura falhada, frequentemente designada por aulacógeno. À medida que a abertura das duas fendas continua, a crosta continental é adelgaçada ao máximo que a sua plasticidade permita. Atingido o ponto de máximo alongamento, nova litosfera começa a ser formada a partir do manto, dando origem a crosta oceânica basáltica que emerge entre os fragmentos continentais assim separados. Quando uma das fissuras se abre até a um dos oceanos existentes, o sistema fissural é inundado com água do mar e se torna um novo braço de mar. O Mar Vermelho é um exemplo de um novo braço do mar assim formado. Acreditava-se que o rifte da África Oriental era um braço fissural falhado (um aulacógeno) que se estava a abrir mais lentamente do que os outros dois braços, mas em 2005 o Ethiopian-Afar Geophysical Lithospheric Experiment relatou que na região Afar, em setembro de 2005, foi detetada uma fissura de 60 km de comprimento e cerca de oito metros de largura..
Durante o período de inundação inicial, o novo braço de mar é sensível a mudanças no clima e na eustasia regional. Como resultado, o novo mar irá evaporar (parcial ou completamente) várias vezes antes que a elevação do vale do rifte seja reduzida ao ponto em que o mar se torne estável. Durante este período de evaporação, grandes depósitos evaporíticos serão deixados no vale do rift. Mais tarde, esses depósitos têm potencial para se tornarem estruturas capazes de manter jazidas de hidrocarbonetos e são de particular interesse para a geologia do petróleo.
A expansão do fundo do mar pode parar durante o processo, mas se continuar até ao ponto em que o continente é completamente cortado, uma nova bacia oceânica é criada. O Mar Vermelho ainda não separou completamente a Arábia da África, mas uma característica semelhante pode ser encontrada do outro lado da África, que se libertou completamente. A América do Sul já se encaixou na área do delta do Níger. O rio Níger formou-se no braço de falha da junção tripla que não teve seguimento evolutivo.

### Expansão continuada e subducção

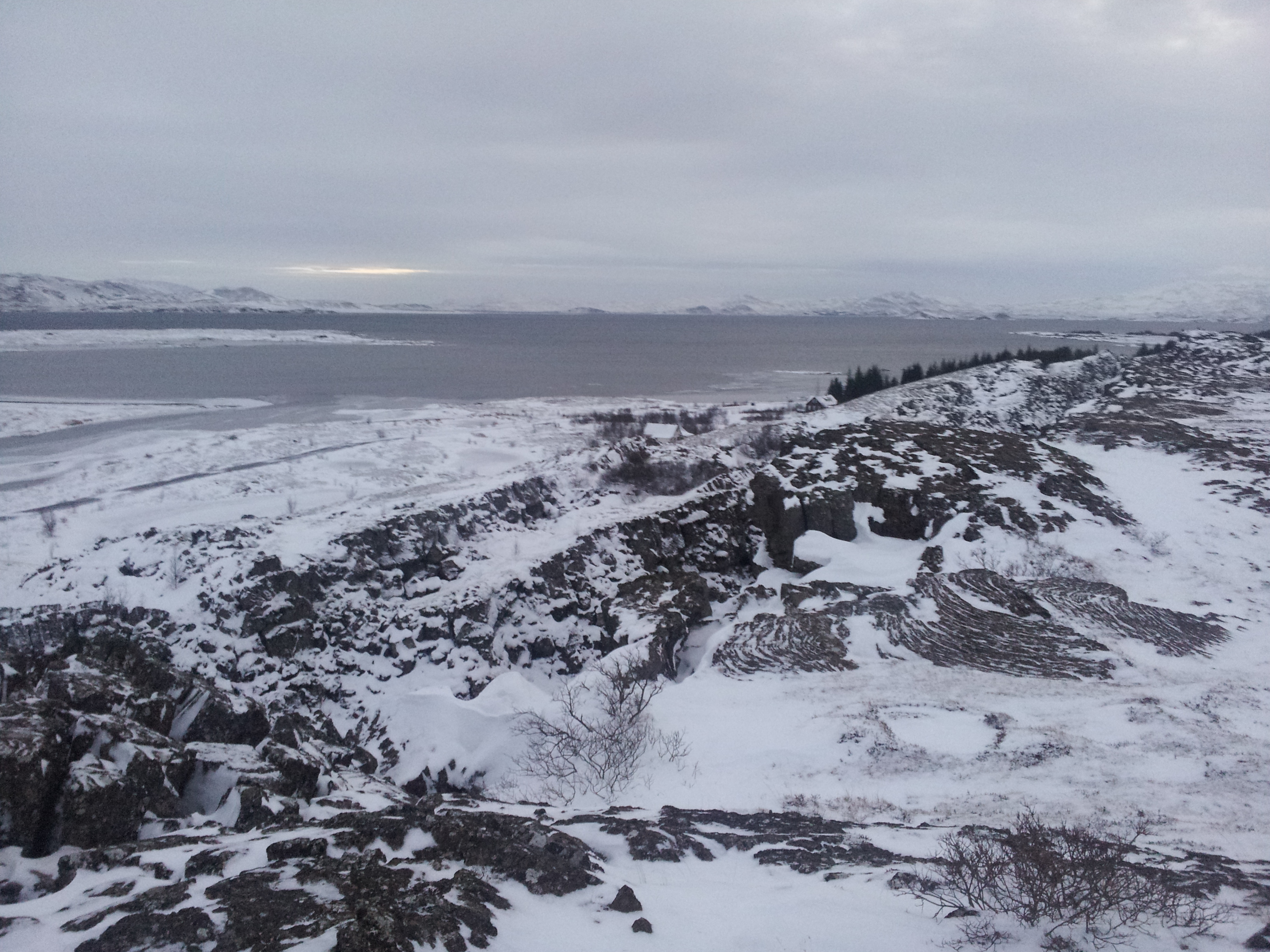
Um troço do rifte da dorsal Mesoatlântica, com a estrutura típica de uma região com baixa taxa de expansão, exposto em Þingvallavatn (Islândia).

À medida que o novo fundo do mar se forma e se expande a partir da dorsal meso-oceânica, vai lentamente arrefecendo, processo que requer um longo tempo na base da listosfera na região de transição para o manto. Os fundos oceânicos mais antigos são, portanto, mais frios que os novos fundos oceânicos, e por isso mais densos, e as bacias oceânicas mais antigas são mais profundas que as novas bacias oceânicas devido à isostasia resultante da maior densidade da placa depois de fria e à acumulação de sedimentos.
Tendo em conta que o diâmetro da Terra permanece relativamente constante apesar da produção de nova crosta, tal implica a existência de um mecanismo pelo qual a crosta também seja destruída. A destruição da crosta oceânica ocorre em zonas de subducção onde a crosta oceânica é forçada a mergulhar sob a crosta continental ou, com menos frequência, crosta oceânica. Esse fenómeno assume natureza global, sendo frequentemente a expansão de uma bacia oceânica compensada por subducção noutra, devido ao movimento relativo dos continentes que a marginam. Um exemplo do funcionamento deste mecanismo global pode ser observada na atualidade no caso da bacia do Oceano Atlântico. Esta bacia está em expansão ativa na dorsal Mesoatlântica, mas apenas uma pequena porção da crosta oceânica produzida no Atlântico é subduzida naquela bacia, o que resulta no progressivo afastamento entre as suas margens continentais. Em compensação, as placas que compõem o Oceano Pacífico estão num ativo processo de subducção ao longo de muitos de seus limites, o que causa a atividade vulcânica no que foi denominado Anel de Fogo do Oceano Pacífico, levando a um lento estreitamento daquela bacia. O Pacífico também abriga um dos centros de expansão mais ativos do mundo (a dorsal do Pacífico Leste) com taxas de expansão de até 145 +/- 4 mm/ano entre as placas do Pacífico e de Nazca.
Em comparação, a dorsal Mesoatlântica é um centro de expansão lento, enquanto a dorsal do Pacífico Leste é um exemplo de expansão rápida. Centros de expansão com taxas lentas e intermediárias exibem um vale fissural, o vale de rifte, ao longo do qual ocorre a acreção, enquanto as dorsais com taxas rápidas apresentam uma crista axial dentro da zona de acreção crustal ativa. As diferenças nas taxas de expansão não afetam apenas a morfologia das dorsais, mas também também a geoquímica dos basaltos que são produzidos.
Um importante efeito colateral da continuada expansão das dorsais oceânica é a indução de lentas, mas sensíveis, variações no volume total das bacias oceânicas ao longo de alargados períodos geológicos, com a consequente alteração global do nível médio do mar. Uma vez que as novas bacias oceânicas são menos profundas do que as bacias oceânicas antigas, a capacidade total das bacias oceânicas do mundo diminui durante os períodos de expansão ativa do fundo do mar. Durante a abertura do Oceano Atlântico, o nível do mar estava tão elevado que se formou um Mar Interior Ocidental, que atravessava a América do Norte desde o Golfo do México até ao Oceano Ártico.

## Topografia global do fundo do mar: modelos de arrefecimento
A profundidade do fundo do mar (ou a altura de um local numa cordilheira meso-oceânica acima de um nível de base) está intimamente relacionada com sua idade (idade da litosfera onde a profundidade é medida). A relação idade-profundidade pode ser modelada pelo resfriamento de uma placa litosférica ou o meio-espaço do manto em áreas sem subducção significativa.

### Modelo de arrefecimento do manto
No modelo do «meio-espaço mantélico» (o «mantle half-space model»), a elevação dos fundos oceânicos é determinada pelas temperaturas da litosfera oceânica e do manto, devido à expansão termal. O resultado simples é a constatação de que a altura da dorsal ou a profundidade do oceano é proporcional à raiz quadrada da idade da crusta em cada local. A litosfera oceânica é formada a um ritmo constante em cada dorsal média oceânica. A fonte mantélica da litosfera tem a forma de um hemi-plano (x = 0, z < 0) e está a uma temperatura constante T1. Devido à ocorrência de um fenómeno de criação contínua da placa oceânica, a litosfera em x > 0 está a afastar-se da dorsal a uma velocidade constante v, que se assume grande quando comparado com outras escalas de movimento que afetam a placa. A temperatura no limite superior da litosfera (z = 0) é uma constante T0 = 0. Nessas circunstâncias, no ponto x = 0 a temperatura é dada por por uma função de Heaviside {\displaystyle T_{1}\cdot \Theta (-z)}. O sistema é considerado num estado quase-estacionário, de modo que a distribuição de temperatura é constante no tempo, i.e. Falhou a verificação gramatical (SVG (MathML pode ser ativado através de uma extensão do ''browser''): Resposta inválida ("Math extension cannot connect to Restbase.") do servidor "http://localhost:6011/pt.wikipedia.org/v1/":): {\displaystyle T=T(x,z).}

Ao calcular no quadro de referência da litosfera em movimento (velocidade v), que tem coordenadas espaciais {\displaystyle x'=x-vt,} {\displaystyle T=T(x',z,t).} e a equação térmica é:
Falhou a verificação gramatical (SVG (MathML pode ser ativado através de uma extensão do ''browser''): Resposta inválida ("Math extension cannot connect to Restbase.") do servidor "http://localhost:6011/pt.wikipedia.org/v1/":): {\displaystyle \frac{\partial T}{\partial t} = \kappa \nabla^2 T = \kappa\frac{\partial^2 T}{\partial^2 z} + \kappa\frac{\partial^2 T}{\partial^2 x'}}

onde {\displaystyle \kappa } é a difusividade térmica da litosfera mantélica.
Como T depende de x' e t apenas da combinação {\displaystyle x=x'+vt,}:
Falhou a verificação gramatical (SVG (MathML pode ser ativado através de uma extensão do ''browser''): Resposta inválida ("Math extension cannot connect to Restbase.") do servidor "http://localhost:6011/pt.wikipedia.org/v1/":): {\displaystyle \frac{\partial T}{\partial x'} = \frac{1}{v}\cdot\frac{\partial T}{\partial t}}

Nessas condições:
{\displaystyle {\frac {\partial T}{\partial t}}=\kappa \nabla ^{2}T=\kappa {\frac {\partial ^{2}T}{\partial ^{2}z}}+{\frac {\kappa }{v^{2}}}{\frac {\partial ^{2}T}{\partial ^{2}t}}}
Nesse contexto assume-se que {\displaystyle v} é grande comparado com outras escalas do problema; portanto, o último termo na equação é negligenciado, dando uma equação de difusão uni-dimensional:
Falhou a verificação gramatical (SVG (MathML pode ser ativado através de uma extensão do ''browser''): Resposta inválida ("Math extension cannot connect to Restbase.") do servidor "http://localhost:6011/pt.wikipedia.org/v1/":): {\displaystyle \frac{\partial T}{\partial t} = \kappa\frac{\partial^2 T}{\partial^2 z}}

com as seguintes condições iniciais:
Falhou a verificação gramatical (SVG (MathML pode ser ativado através de uma extensão do ''browser''): Resposta inválida ("Math extension cannot connect to Restbase.") do servidor "http://localhost:6011/pt.wikipedia.org/v1/":): {\displaystyle T(t=0) = T_1\cdot\Theta(-z).}

A solução Falhou a verificação gramatical (SVG (MathML pode ser ativado através de uma extensão do ''browser''): Resposta inválida ("Math extension cannot connect to Restbase.") do servidor "http://localhost:6011/pt.wikipedia.org/v1/":): {\displaystyle z\le 0}
 é dada pela função de erro:
{\displaystyle T(x',z,t)=T_{1}\cdot \operatorname {erf} \left({\frac {z}{2{\sqrt {\kappa t}}}}\right)}.
Devido à grande velocidade, a dependência da temperatura na direção horizontal é insignificante, e a altura no tempo t (ou seja, do fundo do mar de idade t) pode ser calculada integrando a expansão térmica sobre  z:
{\displaystyle h(t)=h_{0}+\alpha _{\mathrm {eff} }\int _{0}^{\infty }[T(z)-T_{1}]dz=h_{0}-{\frac {2}{\sqrt {\pi }}}\alpha _{\mathrm {eff} }T_{1}{\sqrt {\kappa t}}}
onde {\displaystyle \alpha _{\mathrm {eff} }} é o coeficiente de expansão térmica volumétrica efectiva, e h0 é a altura da crista média oceânica (comparada com alguma referência).
Ao se assumir que v é relativamente grande, tal é equivalente à suposição de que a difusividade térmica {\displaystyle \kappa } é pequena em comparação com Falhou a verificação gramatical (SVG (MathML pode ser ativado através de uma extensão do ''browser''): Resposta inválida ("Math extension cannot connect to Restbase.") do servidor "http://localhost:6011/pt.wikipedia.org/v1/":): {\displaystyle L^2/A}
, onde L  é a largura do oceano (das dorsais meso-oceânicas até à plataforma continental) e A é a idade da bacia oceânica.
O coeficiente de expansão térmica efetivo {\displaystyle \alpha _{\mathrm {eff} }} é diferente do coeficiente de expansão térmica usual {\displaystyle \alpha } devido ao efeito isostático da mudança na altura da coluna de água acima da litosfera à medida que se expande ou retrai. Ambos os coeficientes estão relacionados por:
Falhou a verificação gramatical (SVG (MathML pode ser ativado através de uma extensão do ''browser''): Resposta inválida ("Math extension cannot connect to Restbase.") do servidor "http://localhost:6011/pt.wikipedia.org/v1/":): {\displaystyle  \alpha_\mathrm{eff} = \alpha \cdot \frac{\rho}{\rho-\rho_w}}

onde {\displaystyle \rho \sim 3.3\ \mathrm {g} \cdot \mathrm {cm} ^{-3}} é a densidade da rocha e Falhou a verificação gramatical (SVG (MathML pode ser ativado através de uma extensão do ''browser''): Resposta inválida ("Math extension cannot connect to Restbase.") do servidor "http://localhost:6011/pt.wikipedia.org/v1/":): {\displaystyle \rho_0 = 1 \ \mathrm{g} \cdot \mathrm{cm}^{-3}}
 é a densidade da água.
Substituindo os parâmetros pelas suas estimativas aproximadas:
{\displaystyle {\begin{aligned}\kappa &\sim 8\cdot 10^{-7}\ \mathrm {m} ^{2}\cdot \mathrm {s} ^{-1}\\\alpha &\sim 4\cdot 10^{-5}\ {}^{\circ }\mathrm {C} ^{-1}\\T_{1}&\sim 1220\ {}^{\circ }\mathrm {C} &&{\text{para os Oceanos Atlântico e Índico}}\\T_{1}&\sim 1120\ {}^{\circ }\mathrm {C} &&{\text{para o leste do Pacífico}}\end{aligned}}}
nesse caso teremos:
{\displaystyle h(t)\sim {\begin{cases}h_{0}-390{\sqrt {t}}&{\text{para os Oceanos Atlântico e Índico}}\\h_{0}-350{\sqrt {t}}&{\text{para o leste do Pacífico}}\end{cases}}}
onde a altura está em metros e o tempo está em milhões de anos. Para obter a dependência de x, deve-se substituir t = x/v ~ Ax/L, onde L é a distância entre a cordilheira até a plataforma continental (aproximadamente metade da largura do oceano), e A é a idade da bacia oceânica.
Em vez da elevação do fundo do oceano {\displaystyle h(t)}acima de uma base ou nível de referência Falhou a verificação gramatical (SVG (MathML pode ser ativado através de uma extensão do ''browser''): Resposta inválida ("Math extension cannot connect to Restbase.") do servidor "http://localhost:6011/pt.wikipedia.org/v1/":): {\displaystyle h_b}
, a profundidade do oceano {\displaystyle d(t)} é de interesse. Porque {\displaystyle d(t)+h(t)=h_{b}}(com {\displaystyle h_{b}} medido a partir da superfície do oceano) podemos determinar que:
{\displaystyle d(t)=h_{b}-h_{0}+350{\sqrt {t}}}; para o leste do Pacífico, por exemplo, onde Falhou a verificação gramatical (SVG (MathML pode ser ativado através de uma extensão do ''browser''): Resposta inválida ("Math extension cannot connect to Restbase.") do servidor "http://localhost:6011/pt.wikipedia.org/v1/":): {\displaystyle h_b-h_0}
 é a profundidade sobre a crista, tipicamente 2600 m.

### Modelo de arrefecimento da placa
A profundidade prevista pela aplicação da métrica da raiz quadrada da idade do fundo do mar, derivada acima, é demasiada para fundos do mar com mais de 80 milhões de anos. A profundidade é melhor explicada por um modelo de placa litosférica de arrefecimento em vez do arrefecimento de meio-espaço do manto. A placa tem uma temperatura constante na sua base e bordo de abertura. A análise de profundidade versus idade e profundidade versus raiz quadrada dos dados de idade permitiu que Parsons e Sclater estimassem os parâmetros do modelo (para o Pacífico Norte):
~125 km de espessura litosférica
{\displaystyle T_{1}\thicksim 1350\ {}^{\circ }\mathrm {C} } na base e no bordo de crescimento da placa
{\displaystyle \alpha \thicksim 3.2\cdot 10^{-5}\ {}^{\circ }\mathrm {C} ^{-1}}
Assumindo o equilíbrio isostático em todos os lugares abaixo da placa de arrefecimento, obtém-se uma relação entre profundidade e idade revista e adequada às condições de fundos do mar mais antigos, que é aproximadamente correta para idades tão jovens quanto 20 milhões de anos:
{\displaystyle d(t)=6400-3200\exp {\bigl (}-t/62.8{\bigr )}}metros
Assim, o fundo do mar mais antigo sofre um aprofundamento mais lento do que o mais jovem e, de facto, pode ser considerado quase constante a ~ 6400 m de profundidade. Estudos aprofundado da termodinâmica do processo permitiram concluir que algum tipo de convecção do manto deve aplicar calor à base da placa em todos os lugares para evitar o arrefecimento abaixo de 125 km e a contração da litosfera (aprofundamento do fundo do mar) em idades mais avançadas. O modelo térmico resultante também permitiu uma expressão quantitativa para o fluxo de calor condutivo, q(t) do fundo do oceano, que é aproximadamente constante em {\displaystyle 1\cdot 10^{-6}\mathrm {cal} \,\mathrm {cm} ^{-2}\mathrm {sec} ^{-1}} além de 120 milhões de anos:
{\displaystyle q(t)=11.3/{\sqrt {t}}}

## Morfologia dos fundos oceânicos
A área total dos mares e oceanos perfaz cerca de 70% da superfície do globo terrestre. A morfologia do fundo oceânico é irregular e o seu conhecimento mais pormenorizado deve-se a inúmeras sondagens realizadas desde 1920. 
Segundo o critério mais antigo, as regiões oceânicas eram subdivididas de acordo com a profundidade, sem ter em conta a sua topografia. Todas as regiões situadas abaixo de 1000 metros eram consideradas abissais, e entre esta cota e o nível de 200 metros existia a zona batial ou hipoabissal. A zona situada acima dos 200 metros era designada por zona nerítica. 
A partir de 1920 começaram a utilizar-se sondas eletroacústicas para a investigação submarina. Estas sondas (sonares) utilizam ondas ultrassónicas que se refletem no fundo do mar e permitem registar a chegada da onda refletida. Registando o tempo que as ondas demoram a atingir o fundo do mar é possível calcular as profundidades oceânicas. 
Além dos sonares, podem ser utilizados sismógrafos e magnetómetros. A informação obtida pelos diversos aparelhos permite organizar mapas e cartas mostrando a topografia dos fundos oceânicos, com detalhe idêntico ao que se consegue nos mapas topográficos dos continentes.
Os fundos oceânicos podem considerar-se divididos em quatro zonas com características claramente definidas:
1. A plataforma continental, que é como que um prolongamento do continente para baixo do oceano. A profundidade máxima varia entre os 150 e os 500 metros, com declives em geral pouco acentuados. Esta plataforma representa cerca de 9% do total dos fundos oceânicos e pode considerar-se como zona de transição entre os continentes e o mar. Os sedimentos que nela se encontram procedem dos rios e das costas. Nela observam-se fenómenos de erosão terrestre, o que faz supor que em épocas geológicas passadas estiveram total ou parcialmente emersas. Uma vez que a luz solar atinge os fundos, esta zona tem uma fauna e uma flora abundantes e características. Enquanto algumas plataformas continentais - por exemplo, as que rodeiam o oceano Atlântico - mergulham por vários quilómetros e não têm grandes declives, outras, como as que rodeiam o Oceano Pacífico, são muito mais estreitas e apresentam desníveis acentuados.
2. O talude continental está na sequência da plataforma continental. É uma zona, como o seu nome indica, em que o declive se acentua rapidamente até atingir uma profundidade de cerca de 1000 metros. O limite entre o talude continental e a plataforma continental é a margem geológica dos continentes. Esta zona representa cerca de 7% do fundo oceânico. É aqui que se encontram vales submarinos apertados ("canhões") de origem não inteiramente conhecida. São semelhantes aos vales fluviais dos continentes, mas com profundidades muito superiores.
3. Os planícies abissais, ou seja, todas as áreas oceânicas, com uma profundidade que pode atingir os 6000 metros. Ocupam cerca de 83% do total dos oceanos. Nelas se encontram sedimentos argilosos e margosos. Nesta zona encontram-se as formas topográficas mais significativas dos oceanos, principalmente as dorsais e os maciços submarinos. A dorsal mais importante é a Atlântica, que se estende de norte a sul numa zona central do oceano Atlântico, com forma de S aberto interrompida próximo do equador por uma fossa transversal. Estas dorsais, semelhantes às cordilheiras continentais, elevam-se a milhares de metros acima dos fundos oceânicos, formando relevos que algumas vezes ultrapassam a superfície do mar, originando ilhas.
4. As fossas marinhas que, como o seu nome indica, são grandes depressões estreitas e profundas, de paredes escarpadas, e com uma profundidade que pode atingir os 11 000 metros. Geralmente a profundidade das fossas varia entre os 3000 e os 5000 metros. As fossas marinhas raramente se encontram na zona central dos oceanos. Geralmente encontram-se nos bordos dos oceanos, junto a arcos ou cadeias de ilhas vulcânicas. A fossa mais profunda explorada até hoje é a do Mindanau, nas Ilhas Marianas, com uma profundidade superior a 11 000 metros. Em 1960 o explorador Jacques Piccard desceu nesta fossa marinha utilizando o batíscafo Trieste e verificou a existência de seres vivos a essa profundidade.